# Beni Stabili
Beni Stabili SIIQ S.p.A. (Società di Investimento Immobiliare Quotata) è stata una società per azioni italiana che operava nel settore immobiliare.
È stata quotata alla Borsa di Milano nell'indice FTSE Italia Mid Cap con ISIN IT0001389631.
Il 31 dicembre 2018 si fonde con i francesi di Foncière des Régions dando vita a Covivio.

## Storia
È stata fondata il 27 marzo 1904 a Roma, con il nome di Istituto Romano di Beni Stabili SA.
Nel 1940 cambia ragione sociale in Sacip, Soc. An. Commerciale Immobiliare Padovana -, quotata alla Borsa di Venezia, proprietaria di alcuni compendi immobiliari nei centri storici di Udine e Padova.
Nel 1986 il Gruppo Romagnoli, di cui fa parte Bastogi Irbs SpA, nata a sua volta dalla fusione della Bastogi SpA e dell'Istituto Romano di Beni Stabili, rileva la Sacip nella quale concentra il patrimonio immobiliare già dell'Istituto Romano di Beni Stabili.
Nel 1987 assume l'attuale denominazione.
Nel 1990 il Gruppo Romagnoli cede il controllo di Beni Stabili a Uno Holding - Unione Operatori Holding SpA. Con l'acuirsi della crisi del settore immobiliare, il Gruppo Uno Holding vede deteriorarsi la propria struttura economico-patrimoniale.
Il 1997 Beni Stabili passa sotto il controllo del Sanpaolo Imi a seguito di una ristrutturazione economico-finanziaria durata alcuni anni e al ritiro dalla Borsa.

### Dal 1999 al 2018 quotata in Borsa
Nel 1999 nasce la nuova Beni Stabili dallo spin-off immobiliare del Gruppo Sanpaolo Imi, interamente priva di debito, con un patrimonio immobiliare di 800 milioni di euro. Il 2 novembre viene quotata alla Borsa Valori di Milano. La compagine azionaria è così composta: 16% a Sanpaolo Imi, 14% a Compagnia San Paolo, 17% attribuito a diverse banche italiane e il 53% di flottante sul mercato.
Il 2001 la Cfi-Compagnia Finanziaria d'Investimento S.p.A. acquista il 29,4 % del capitale Sociale dai precedenti maggiori azionisti di Beni Stabili, diventandone azionista di riferimento. La Cfi è una società immobiliare il cui azionariato è composto da diciannove azionisti del Nord-Est italiano, tra cui spiccano i nomi di Leonardo del Vecchio, Gilberto Benetton e di altri importanti imprenditori.
Nel 2004 la Compagnia Finanziaria di Investimento viene acquistata al 100% da Leonardo Finanziaria Srl (Società controllata al 100% da Leonardo Del Vecchio). Il 6 settembre la Leonardo Finanziaria srl ( di proprietà di Leonardo del Vecchio), avendo superato la soglia del 30% nel capitale sociale di Beni Stabili, ha lanciato una Offerta Pubblica di Acquisto obbligatoria promossa ai sensi dell'art. 106 del Testo Unico ed avente ad oggetto l'intero flottante di Beni Stabili.
Beni Stabili acquista dalle Ferrovie Real Estate un complesso immobiliare ad uso ufficio-direzionale, composto da 2 torri e una piastra commerciale, nel centro di Milano, adiacente alla Stazione Garibaldi. Le due torri sono affittate a società del Gruppo Ferrovie dello Stato.
Nel 2007 Leonardo Del Vecchio, azionista di riferimento con il 35%, ha conferito la propria quota alla società immobiliare francese Foncière des Régions che ha successivamente lanciato un Ops sul 100% di Beni Stabili. Foncière des Régions ha poi deliberato un aumento di capitale con emissione di nuove azioni offerte in via riservata a Delfin, società di Leonardo Del Vecchio diventata così azionista di riferimento di Foncière des Régions.
2009 : Nel mese di aprile è stato perfezionato l'acquisto da Lehman Brothers International Europe del 10% di Beni Stabili Gestioni S.p.A. SGR. L'operazione è stata effettuata attraverso la controllata Beni Stabili Property Management S.p.A., già proprietaria del 65% del capitale sociale di Beni Stabili Gestioni S.p.A. SGR.

#### Fusione con Covivio
Il 31 dicembre 2018 si fonde con i francesi di Foncière des Régions dando vita a Covivio, con il rapporto di 8,5 azioni della nuova società ogni 1.000 italiane.

## Ex azionariato
Prima della fusione l'azionariato era il seguente:
- Covivio (ex Foncière des Régions): 52,4%
- Crédit Agricole: 5,7%
- Anima SGR: 5,1%
- Altri azionisti: 39,9%[2]